# Atlides havila
Atlides havila is een vlinder uit de familie van de Lycaenidae. De wetenschappelijke naam van de soort werd als Thecla havila in 1865 gepubliceerd door William Chapman Hewitson.